# Alocasia
Alocasia е род широколистни коренищни или грудкови многогодишни цъфтящи растения от семейство Araceae. Има 97 приети вида, произхождащи от тропическа и субтропична Азия до Източна Австралия и много хибриди и сортове, широко отглеждани по целия свят.

## Описание
Големите сърцевидни листа растат на дължина от 20 до 90 см на дълги дръжки. Тънките им цветове растат в края на къса дръжка, но не се забелязват; често скрити зад листните дръжки.

## Приложение
Различни видове alocasia се отглеждат като декоративно растение.
Грудколуковиците на някои видове могат да бъдат обработени, за да станат годни за консумация, но суровите растения съдържат рафидни (raphid или raphide) кристали на калциев оксалат заедно с други дразнители (евентуално включително протеази), които могат да вцепенят и подуят езика и фаринкса; те причиняват затруднено дишане и остра болка в гърлото. Долните части на растението съдържат най-високите концентрации на отровата. Продължителното кипене преди сервиране или обработка може да намали рисковете, а киселите плодове като тамаринд могат да разтворят рафидите. Видовете обаче се различават по токсичност и е опасно да се експериментира с ядливостта на която и да е алоказия.

## Култивиране
Alocasia са тропически растения, които стават все по-популярни като стайни растения. Хибридът A. × amazonica е печелил Наградата за градински заслуги на Кралското градинарско общество. Те обикновено се отглеждат като саксийни растения, но по-добрият начин е да отглеждат в контролираните условия на оранжерия. Те не се справят с тъмнината и се нуждаят от добро осветление, ако са вътре в дома. За тях са нужни грижи, каквито за всяко друго тропическо растение със седмично почистване на листата, често торене и средна до висока влажност.
Alocasia рядко преживяват студените зими или сухотата на изкуственото отопление, но опитът за бавна аклиматизация на растенията от лятната градина към дома може да помогне. След като се приберат на закрито, периодът на поливане трябва да бъде намален и растенията да бъдат защитени от паяци акари или атака на Tetranychus urticae.

## Видове
Списък с 80 от 97-те приети вида Alocasia, заедно с техните общи имена (където са налични) и обхвати на разпространение:
- Alocasia acuminata Schott: (Индонезия)
- Alocasia aequiloba N.E.Br.: (Нова Гвинея)
- Alocasia alba Schott: (Шри Ланка)
- Alocasia arifolia Hallier f.: (Малайзия)
- Alocasia atropurpurea Engl.: (Филипини)
- Alocasia augustiana L.Linden & Rodigas: (Нова Гвинея)
- Alocasia baginda Kurniawan & P.C.Boyce: (Калимантан)
- Alocasia balgooyi A.Hay: (Сулавеси)
- Alocasia beccarii Engl.: (Малайзия)
- Alocasia boa A.Hay: (Нова Гвинея)
- Alocasia boyceana A.Hay: (Филипини)
- Alocasia brancifolia (Schott) A.Hay: (Нова Гвинея)
- Alocasia brisbanensis (F.M.Bailey) Domin: Cunjevoi, spoon lily (Австралия)
- Alocasia cadieri Chantrier: (Югоизточна Азия)
- Alocasia celebica Engl. ex Koord: (Сулавеси)
- Alocasia clypeolata A.Hay: Green shield (Филипини)
- Alocasia cucullata (Lour.) G.Don in R.Sweet: Chinese taro (Индонезия)
- Alocasia culionensis Engl.: (Филипини)
- Alocasia cuprea K.Koch: (Борнео)
- Alocasia decipiens Schott: (Индонезия)
- Alocasia decumbens  Buchet: (Виетнам)
- Alocasia devansayana (L.Linden & Rodigas) Engl.: (Нова Гвинея)
- Alocasia fallax Schott: (Източни Хималаи до Бангладеш)
- Alocasia flabellifera A.Hay: (Нова Гвинея)
- Alocasia flemingiana Yuzammi & A.Hay: (Ява)
- Alocasia fornicata (Roxb.) Schott: (India, Индонезия)
- Alocasia gageana Engl. & K.Krause in H.G.A.Engler: (Мианмар)
- Alocasia grata Prain ex Engl. & Krause in H.G.A.Engler: (Индонезия)
- Alocasia hainaica N.E.Br.: (Hainan to N. Виетнам)
- Alocasia heterophylla (C.Presl) Merr.: (Филипини)
- Alocasia hollrungii Engl.: (Нова Гвинея)
- Alocasia hypnosa J.T.Yin, Y.H.Wang & Z.F.Xu: (Югозападен Китай до Индокитай)
- Alocasia hypoleuca P.C.Boyce: (Тайланд)
- Alocasia infernalis P.C.Boyce: (Борнео)
- Alocasia inornata Hallier f.: (Суматра)
- Alocasia jiewhoei V.D.Nguyen: (Камбоджа)
- Alocasia kerinciensis A.Hay: (Суматра)
- Alocasia lancifolia Engl.: (Нова Гвинея)
- Alocasia lauterbachiana (Engl.) A.Hay: (Нова Гвинея)
- Alocasia lecomtei Engl.: (Виетнам)
- Alocasia longiloba Miq.: (Малайзия)
- Alocasia macrorrhizos (L.) G.Don in R.Sweet: Giant taro, elephant ear, ape flower (Югоизточна Азия, Австралия, Тихи океан)
- Alocasia megawatiae Yuzammi & A.Hay: (Сулавеси)
- Alocasia maquilingensis Merr.: (Филипини)
- Alocasia melo A.Hay: (Борнео)
- Alocasia micholitziana Sander: Green velvet (Филипини)
- Alocasia minuscula A.Hay: (Борнео)
- Alocasia monticola A.Hay: (Нова Гвинея)
- Alocasia navicularis (K.Koch & C.D.Bouché) K.Koch & C.D.Bouché: (Himalaya)
- Alocasia nebula A.Hay: (Борнео)
- Alocasia nicolsonii A.Hay: (Нова Гвинея)
- Alocasia nycteris Medecilo, G.C.Yao & Madulid: (Филипини)
- Alocasia odora (Lindl.) K.Koch: Night-scented lily (Югоизточна Азия, Китай)
- Alocasia pangeran A.Hay: (Борнео)
- Alocasia peltata M.Hotta: (Борнео)
- Alocasia perakensis Hemsl.: (Малайзия)
- Alocasia portei Schott: (Нова Гвинея)
- Alocasia princeps W.Bull: (Малайзия)
- Alocasia principiculus A.Hay: (Борнео)
- Alocasia puber (Hassk.) Schott: (Ява)
- Alocasia puteri A.Hay: (Борнео)
- Alocasia pyrospatha A.Hay: (Нова Гвинея)
- Alocasia ramosii A.Hay: (Филипини)
- Alocasia reginae N.E.Br.: (Борнео)
- Alocasia reginula A.Hay: Black velvet (cultivated)
- Alocasia reversa N.E.Br.: (Филипини)
- Alocasia ridleyi A.Hay: (Борнео)
- Alocasia robusta M.Hotta: (Борнео)
- Alocasia sanderiana W.Bull: (Филипини)
- Alocasia sarawakensis M.Hotta: (Борнео)
- Alocasia scabriuscula N.E.Br.: (Борнео)
- Alocasia scalprum A.Hay: (Филипини)
- Alocasia simonsiana A.Hay: (Нова Гвинея)
- Alocasia sinuata N.E.Br.: (Филипини)
- Alocasia suhirmaniana Yuzammi & A.Hay: (Сулавеси)
- Alocasia venusta A.Hay: (Борнео)
- Alocasia vietnamensis V.D.Nguyen: (Виетнам)[6]
- Alocasia wentii  Engl. & K.Krause: Нова Гвинея Shield (Нова Гвинея)
- Alocasia wongii  A.Hay: (Борнео)
- Alocasia zebrina Schott ex Van Houtte: (Филипини)